# Кубок Андорры по футболу 2013
Кубок конституции 2013 года — двадцать первый розыгрыш кубка Андорры. Соревнования начались 13 января 2013 года (отборочный раунд) и закончились 26 мая 2013 года (финал). Победителем турнира в первый раз в истории стал клуб «Унио Эспортива Санта-Колома», обыгравший в финале клуб «Сан-Жулиа» со счётом 3:2 в дополнительное время. Благодаря победе в кубке «УЭ Санта-Колома» заработал место в первом квалификационном раунде Лиги Европы УЕФА 2013/14, где проиграл боснийскому «Зриньски» в двух матчах со счётом 1:3 и 0:1.

## Отборочный раунд
Игры отборочного раунда состоялись 13 января. В них приняли участие команды, занимающие 5—12 места после первой половины второго дивизиона андорранского чемпионата.
| Команда             | счёт              | Команда         |
| ------------------- | ----------------- | --------------- |
| Ранжерс             | 9:0               | Пенья Энкарнада |
| Энкамп B            | 5:4               | Принсипат B     |
| Ла Массана          | 3:3 (3:1 по пен.) | Экстременья     |
| Атлетик (Эскальдес) | 3:2               | Санта-Колома B  |

## Первый раунд
Матчи первого раунда кубка состоялись 27 января 2013 года, в них приняли участие победители отборочного раунда и команды, занимавшие 1-4 места после первой половины второго дивизиона андорранского чемпионата.
| Команда             | счёт       | Команда                       |
| ------------------- | ---------- | ----------------------------- |
| Ранжерс             | 2:1        | Лузитанс В                    |
| Энкамп B            | 4:1        | Бенфика                       |
| Ла Массана          | 2:5        | Унио Эспортива Санта-Колома B |
| Атлетик (Эскальдес) | 3:5 (д.в.) | Ордино                        |

## Второй раунд
Матчи второго раунда кубка состоялись 24 февраля 2013 года, в них приняли участие победители первого раунда и команды, занимавшие 5-8 места после первых 10 туров первого дивизиона андорранского чемпионата.
| Команда                       | счёт | Команда           |
| ----------------------------- | ---- | ----------------- |
| Ранжерс                       | 0:7  | Принсипат         |
| Энкамп B                      | 0:4  | Энкамп            |
| Унио Эспортива Санта-Колома B | 0:6  | Энгордани         |
| Ордино                        | 2:0  | Интер (Эскальдес) |

## Третий раунд
Матчи третьего раунда кубка состоялись 28 апреля (первый круг) и 5 мая (второй круг), в них приняли участие победители второго раунда и команды, занимавшие 1-4 места после первых 10 туров первого дивизиона андорранского чемпиона.
| Команда   | счёт | Команда                     | 1-й матч | 2-й матч |
| --------- | ---- | --------------------------- | -------- | -------- |
| Принсипат | 1:8  | Унио Эспортива Санта-Колома | 0:1      | 1:7      |
| Энкамп    | 1:3  | Санта-Колома                | 1:0      | 0:3      |
| Энгордани | 0:19 | Сан-Жулиа                   | 0:7      | 0:12     |
| Ордино    | 1:5  | Лузитанс                    | 0:2      | 1:3      |

## Полуфиналы
Полуфиналы кубка состоялись 12 и 19 мая 2013 года.
| Команда                     | счёт | Команда      | 1-й матч | 2-й матч |
| --------------------------- | ---- | ------------ | -------- | -------- |
| Унио Эспортива Санта-Колома | 6:0  | Санта-Колома | 3:0      | 3:0      |
| Сан-Жулиа                   | 2:1  | Лузитанс     | 0:0      | 2:1      |

## Финал
| 26 мая 2013 года 17:00 (UTC+2)   | \| Унио Эспортива Санта-Колома \| 3:2 (д.в.) \| Сан-Жулиа \| \| Рубьо 24′, 89′ · Луис Мигель 94′ \| Голы \| Фабио Серра 6′ · Риера 26′ \| | Комуналь д’Айшовалль, Ашаваль Судья: Руй Мигель Мануэль де Кейруш |
| Унио Эспортива Санта-Колома      | 3:2 (д.в.) | Сан-Жулиа                                                         |
| Рубьо 24′, 89′ · Луис Мигель 94′ | Голы | Фабио Серра 6′ · Риера 26′                                        |

| Победитель Кубка конституции 2013     |
| ------------------------------------- |
| Унио Эспортива Санта-Колома 1-й титул |